# Lesches
Lesches is een gemeente in het Franse departement Seine-et-Marne (regio Île-de-France) en telt 534 inwoners (1999). De plaats maakt deel uit van het arrondissement Torcy.

## Geografie
De oppervlakte van Lesches bedraagt 4,0 km², de bevolkingsdichtheid is 133,5 inwoners per km².
De onderstaande kaart toont de ligging van Lesches met de belangrijkste infrastructuur en aangrenzende gemeenten.

## Demografie
Onderstaande figuur toont het verloop van het inwonertal (bron: INSEE-tellingen).